# Pierre Dauzier
Pierre Dauzier (né le 31 janvier 1939 à Périgueux et mort le 28 septembre 2007 à Paris 6e,) fut un homme d’affaires particulièrement influent, président du Groupe Havas.

## Biographie
Fils d'agriculteurs, il fait ses études au collège Bossuet à Brive puis intègre le lycée Henri-IV à Paris avant de suivre une formation universitaire à Clermont-Ferrand et à Paris d'où il sort avec une licence en droit et ès lettres.

Après des études de lettres, il intègre en 1963, Havas Conseil, comme chef de publicité, avec le soutien de son frère, Jean-Marie, numéro deux du Crédit agricole et originaire de Cornil, en Corrèze.
Il grimpe les échelons de l'entreprise, comme chef de cabinet de Jacques Douce, en 1968, puis comme chargé de l'implantation d'Havas aux États-Unis. Il se crée alors un réseau avec le milieu artistique newyorkais, dont Andy Warhol, John Lennon et David Hockney.
L'échec de cette implantation en Amérique du Nord ne gène pas sa progression au sein du groupe. Il est nommé directeur général d'Havas Conseil, en 1973, qu'il préside en 1979. En 1982, André Rousselet succède à Jacques Douce à la tête d'Havas, et appelle Dauzier comme directeur général. Il lui succède en 1986 et organise à la privatisation du groupe, puis la recherche de partenaires financiers : Alcatel, remplacé ensuite par la Compagnie générale des eaux. Après la prise de contrôle du groupe de Jean-Marie Messier, futur Vivendi, il est contraint à la démission, en 1998.
Il a été également président du Club athlétique Brive Corrèze Limousin, ainsi que du comité de pilotage pour l'image de la France et de la Fondation du Sport. Il a été président de cette Fondation du Sport, fondation référente dans l'univers du sport, jusqu'en 2007 année ou il meurt et où Pierre Rodocanachi lui succède.

## Ouvrages
- Les Corréziens
- Anthologie des poètes délaissés, La Table Ronde, 1994
- Anthologie de l'éloquence française, La Table Ronde, 1995
- Le Marketing de l'Apocalypse, La Table Ronde, 1998

## Source
- Pierre Dauzier, ancien président du groupe Havas, Laurence Girard, Le Monde, 3 octobre 2007
- Pierre Dauzier, ancien patron du groupe Havas, Carole Bellemare, Le Figaro, 1er octobre 2007